# André Göransson
André Göransson (ur. 30 kwietnia 1994 w Rangu) – szwedzki tenisista, reprezentant kraju w Pucharze Davisa.

## Kariera tenisowa
W cyklu ATP Tour zwycięzca trzech turniejów w grze podwójnej z siedmiu rozegranych finałów.
Od września 2019 reprezentant Szwecji w Pucharze Davisa.
W rankingu gry pojedynczej najwyżej na 773. miejscu (25 września 2017), a w klasyfikacji gry podwójnej na 29. pozycji (21 kwietnia 2025).

### Finały w turniejach ATP Tour
| Legenda                                      |
| -------------------------------------------- |
| Wielki Szlem                                 |
| Igrzyska olimpijskie                         |
| Tennis Masters Cup / ATP Finals              |
| ATP Masters Series / ATP Tour Masters 1000   |
| ATP International Series Gold / ATP Tour 500 |
| ATP International Series / ATP Tour 250      |

#### Gra podwójna (3–4)
| Końcowy wynik | Nr | Data             | Turniej   | Nawierzchnia | Partner             | Przeciwnicy                        | Wynik finału    |
| ------------- | -- | ---------------- | --------- | ------------ | ------------------- | ---------------------------------- | --------------- |
| Zwycięzca     | 1. | 9 lutego 2020    | Pune      | Twarda       | Christopher Rungkat | Jonatan Erlich Andrej Wasileuski   | 6:2, 2:6, 10–8  |
| Finalista     | 1. | 28 maja 2021     | Belgrad   | Ceglana      | Rafael Matos        | Jonatan Erlich Andrej Wasileuski   | 4:6, 1:6        |
| Finalista     | 2. | 26 lutego 2022   | Santiago  | Ceglana      | Nathaniel Lammons   | Rafael Matos Felipe Meligeni Alves | 6:7(8), 6:7(3)  |
| Finalista     | 3. | 1 maja 2022      | Estoril   | Ceglana      | Máximo González     | Nuno Borges Francisco Cabral       | 2:6, 3:6        |
| Zwycięzca     | 2. | 21 lipca 2024    | Newport   | Trawiasta    | Sem Verbeek         | Robert Cash James Tracy            | 6:3, 6:4        |
| Finalista     | 4. | 28 lipca 2024    | Atlanta   | Twarda       | Sem Verbeek         | Nathaniel Lammons Jackson Withrow  | 6:4, 4:6, 10–12 |
| Zwycięzca     | 3. | 20 kwietnia 2025 | Monachium | Ceglana      | Sem Verbeek         | Kevin Krawietz Tim Pütz            | 6:4, 6:4        |